# Khamtrül Rinpoche
| Tibetische Bezeichnung                        |
| --------------------------------------------- |
| Wylie-Transliteration: khams sprul rin po che |
| Andere Schreibweisen: Khamtrul Rinpoche       |

Khamtrül Rinpoche (tib. khams sprul rin po che)  ist eine Inkarnationslinie der Drugpa-Kagyü-Schule des tibetischen Buddhismus. Es handelt sich um die aufeinanderfolgenden Inkarnationen von Khampa Karma Tenphel (karma bstan 'phel), eines bedeutenden Drugpa-Kagyü-Meisters. Der Hauptsitz dieser Inkarnationslinie war das Khampagar-Kloster (Khampa Gar) in Kham, Osttibet, er wurde als eines der wichtigsten Klöster der Drugpa-Kagyü-Linien betrachtet. Der 8. Khamtrül Rinpoche, Dongyü Nyima, errichtete in den späten 1960er Jahren ein Khampagar-Kloster in Tashi Jong, Himachal Pradesh, Indien.
Ein bedeutender Vertreter der Reihe war der 4. Khamtrül Rinpoche Tendzin Chökyi Nyima (tib. bstan 'dzin chos kyi nyi ma; 1730–1779/80), ein Schüler von Situ Penchen Chökyi Chungne. Er ist Verfasser des rgyan gyi bstan bcos dbyangs can ngag gi rol mtsho, eines hochgeachteten Kommentars zum alten indischen Spiegel der Dichtkunst (tib. snyan ngag me long), der in der tibetischen Buchreihe gangs can rig mdzod  Aufnahme fand.

## Liste der Khamtrül Rinpoches
- 1. Khampa Karma Tenphel (karma bstan 'phel) (1569–1627/37)
- 2. Künga Tenphel (kun dga' bstan 'phel) (1639–1678)
- 3. Künga Tendzin (kun dga' bstan 'dzin) (1680–1728)
- 4. Tendzin Chökyi Nyima (bstan 'dzin chos kyi nyi ma) (1730–1779/80)
- 5. Drubgyü Nyima (sgrub brgyud nyi ma) (1781–1847)
- 6. Tenpe Nyima (bstan pa'i nyi ma) (1849–1907)
- 7. Sanggye Tendzin (sangs rgyas bstan 'dzin) (1909–1929)
- 8. Dongyü Nyima (don brgyud nyi ma) (1931–1980)
- 9. Es gibt zwei Reinkarnationen von Khamtrül Rinpoche Dongyü Nyima:
  - den 9. Khamtrül Rinpoche Shedrub Nyima (* 1980), der zurzeit im Khampagar-Kloster in Indien residiert
  - den 9. Khamtrül Rinpoche Jigme Pema Nyinjadh (* 1981), der zurzeit in Bhutan residiert.